# Referendum abrogativi in Italia del 2009
I referendum abrogativi in Italia del 2009 si tennero il 21 e il 22 giugno, contestualmente ai ballottaggi per le elezioni amministrative, ed ebbero a oggetto tre distinti quesiti, diretti ad abrogare specifiche disposizioni della legge elettorale (contenuta nella 
legge 21 dicembre 2005, n. 270, recante "Modifiche alle norme per l'elezione della Camera dei deputati e del Senato della Repubblica").
Il primo quesito voleva abrogare tutte le norme che prevedono la possibilità per le liste concorrenti alle elezioni della Camera dei deputati di collegarsi tra loro e di essere, di conseguenza, attributarie del premio di maggioranza. Il secondo quesito voleva abrogare tutte le norme che prevedono la possibilità per le liste concorrenti alle elezioni del Senato della Repubblica di collegarsi tra loro e di essere, di conseguenza, attributarie del premio di maggioranza. Il terzo quesito aveva come scopo quello di ottenere l'abrogazione della possibilità per uno stesso candidato di presentare la propria candidatura in più di una circoscrizione alle elezioni della Camera dei deputati.
Gli elettori chiamati al voto erano 47,5 milioni, più 3 milioni di elettori all'estero. Il quorum da raggiungere per la validità della consultazione era del 50% degli aventi diritto più uno (circa 25 milioni).
Vista la bassa affluenza alle urne per tutti e tre i quesiti (attestatisi al 23,31% i primi due, e al 23,84% il terzo), i referendum sono stati dichiarati non validi.

## L'iniziativa referendaria
Nel 2007 un gruppo di promotori, tra cui spiccano i nomi di Mario Segni e Giovanni Guzzetta raccolsero le firme necessarie per proporre un referendum, che abrogasse alcune parti della legge elettorale (come già era accaduto in occasione del referendum del 1993, prima del Mattarellum).
Il Comitato referendario era composto da costituzionalisti (Michele Ainis, poi distaccatosene, Augusto Antonio Barbera), politologi (Gianfranco Pasquino, Angelo Panebianco) e politici di entrambi gli schieramenti (Gianni Alemanno, Angelino Alfano, Mercedes Bresso, Riccardo Illy, Renato Brunetta, Antonio Martino, Giovanna Melandri, Arturo Parisi, Daniele Capezzone, Stefania Prestigiacomo, Gaetano Quagliariello, Giorgio Tonini, Salvatore Vassallo).
La raccolta delle firme ha avuto inizio il 24 aprile 2007 ed è terminata il 24 luglio dello stesso anno. A seguito dell'autenticazione delle firme da parte della Corte di cassazione e dell'approvazione dei quesiti da parte della Corte Costituzionale, il referendum è stato inizialmente indetto per il 18 e il 19 maggio 2008; tuttavia, a seguito dello scioglimento delle camere del 6 febbraio 2008, la consultazione è stata rinviata di un anno.

## La calendarizzazione
Da calendarizzare, secondo legge, tra il 15 aprile e il 15 giugno, i referendum abrogativi sulla legge Calderoli sono stati infine fissati per il 21-22 giugno, in corrispondenza dei turni di ballottaggio delle amministrative.
In un primo momento, era stato proposto l'accorpamento al turno delle elezioni europee e amministrative del 6-7 giugno. Ciò al fine di risparmiare una consistente somma di denaro necessaria per l'approntamento della consultazione, valutata in almeno 373 milioni di euro (173 milioni di euro, dati Ministero dell'Interno, probabilmente sottostimati, più 200 milioni di euro di costi indiretti) in un momento di crisi economica e in seguito alle risorse resesi necessarie per il terremoto in Abruzzo. Tale proposta trovò tuttavia la ferma opposizione della Lega Nord, contraria ai quesiti referendari, e intenzionata a rimandare la data della consultazione per sfruttare l'effetto astensione sul quorum. Altri invece hanno difeso la scelta di non accorpare il referendum alle altre votazioni, adducendo come motivazione la possibilità di confusione da parte dell'elettore. In alcune grandi città, infatti, l'elettore avrebbe dovuto maneggiare sette schede contemporaneamente.
Per ottenere l'accorpamento con i ballottaggi, è stata quindi necessaria l'approvazione di una legge che consentisse di andare oltre il termine fissato dalla legge per lo svolgimento del referendum, cioè il 15 giugno.

## I quesiti
- Primo quesito: "Camera dei deputati - Abrogazione della possibilità di collegamento tra liste e di attribuzione del premio di maggioranza ad una coalizione di liste" (scheda di colore viola)
- Secondo quesito: "Senato della repubblica - Abrogazione della possibilità di collegamento tra liste e di attribuzione del premio di maggioranza ad una coalizione di liste" (scheda di colore beige scuro)
- Terzo quesito: "Camera dei deputati - Abrogazione della possibilità per uno stesso candidato di presentare la propria candidatura in più di una circoscrizione" (scheda di colore verde chiaro)

### Primo quesito
Il primo quesito (scheda di colore viola) voleva abrogare tutte le norme che prevedono la possibilità per le liste concorrenti alle elezioni della Camera dei deputati di collegarsi tra loro e di essere, di conseguenza, attributarie del premio di maggioranza.
Se avesse vinto il no o se il referendum non avesse raggiunto il quorum, non ci sarebbero state modifiche rispetto alla situazione attuale.
Se avesse vinto il sì, le liste concorrenti alle elezioni della Camera dei deputati non avrebbero potuto collegarsi tra loro e, di conseguenza, il premio di maggioranza sarebbe stato assegnato alla singola lista che avesse ottenuto più voti.
Un secondo effetto sarebbe stato quello di abrogare le soglie di sbarramento per i partiti coalizzati, quindi ogni lista avrebbe dovuto superare la soglia di sbarramento prevista per i partiti non coalizzati.

### Secondo quesito
Il secondo quesito (scheda di colore beige scuro) voleva abrogare tutte le norme che prevedono la possibilità per le liste concorrenti alle elezioni del Senato della Repubblica di collegarsi tra loro e di essere, di conseguenza, attributarie del premio di maggioranza.
Se avesse vinto il no o se il referendum non avesse raggiunto il quorum, non ci sarebbero state modifiche rispetto alla situazione attuale.
Se avesse vinto il sì, le liste concorrenti alle elezioni del Senato della Repubblica non avrebbero potuto collegarsi tra loro e, di conseguenza, il premio di maggioranza regionale sarebbe stato assegnato alla singola lista che avesse ottenuto più voti in ambito circoscrizionale.
Un secondo effetto sarebbe stato quello di abrogare le soglie di sbarramento per i partiti coalizzati, quindi ogni lista avrebbe dovuto superare la soglia di sbarramento prevista per i partiti non coalizzati.

### Terzo quesito
Il terzo quesito (scheda di colore verde chiaro) riguardava l'abrogazione delle candidature multiple alle elezioni della Camera dei deputati.
Se avesse vinto il no o se il referendum non avesse raggiunto il quorum, non ci sarebbero state modifiche rispetto alla situazione attuale.
Se avesse vinto il sì, i candidati deputati avrebbero potuto presentarsi in una sola circoscrizione elettorale.
Il terzo quesito fu generalmente apprezzato e non attirò particolari critiche, se non da parte di chi fece notare che, comunque, sarebbe restato il meccanismo delle liste bloccate e non ci sarebbe stato il ritorno alla possibilità di esprimere preferenze nominative. Ad esempio, per Marco Pannella: "Resta un parlamento di nominati. [...] Il rapporto parlamentari/elettori è zero".

## Posizione delle principali forze politiche
- Rifondazione Comunista: non voto[5]
- Sinistra e Libertà: no/non voto[6]
- Italia dei Valori: no[7]
  - Antonio Di Pietro: "Andrò a votare perché è un dovere e un diritto irrinunciabile di ogni cittadino. Voterò no perché il referendum, che ritenevo un grimaldello per costringere il Parlamento a rivedere la legge elettorale, definita "porcata" dal suo stesso ideatore Calderoli, in realtà si trasformerà in uno scacco matto alla democrazia per gli obiettivi ignobili del Presidente del Consiglio"[8]
- Partito Democratico: sì[9]
  - Dario Franceschini: "Il referendum non l'abbiamo proposto noi, ma di fronte alla domanda se vogliamo abolire la legge porcata, noi che l'abbiamo sempre contrastata, non possiamo che rispondere di sì. Poi avremo tempo quattro anni per fare una nuova legge"[10]
  - Massimo D'Alema: "Il mio sì al referendum è legato all'impegno per una nuova legge elettorale"[11]
- UDC: no/non voto
  - Lorenzo Cesa: "La nostra astensione è una decisione politica. Questo referendum porterebbe ad un sistema elettorale non solo peggiore di quello attuale, ma addirittura simile a quello fascista: un partito con il 25% potrebbe avere il 55% dei seggi. Peraltro questo sistema è già stato bocciato dagli elettori in questa tornata elettorale: quattro elettori su dieci non hanno votato né Pdl né Pd, emblematico del fatto che non siamo in un sistema bipartitico"[12]

- Il Popolo della Libertà: libertà di voto[13]
  - Silvio Berlusconi: "Il referendum dà il premio di maggioranza al partito più forte. Vi sembra che io possa votare no? Va bene tutto, ma non si può pensare di essere masochisti",[14] "Non appare oggi opportuno un sostegno diretto al referendum"[15]
  - Gianfranco Fini: "Andrò a votare e personalmente voterò sì"[16]
- Lega Nord: non voto
  - Roberto Calderoli: "Ci troveremo in una fase antidemocratica se passa il referendum"[17]
  - Luca Zaia: "I cittadini vadano a votare ai ballottaggi e, con grande coerenza, non ritirino le schede del referendum"[18]
- Radicali Italiani: no[4]
- Sinistra Critica: non voto[19]
- Partito Comunista dei Lavoratori: non voto[20]

Poiché l'eventuale successo dei primi due quesiti del referendum comporterebbe il "premio di maggioranza" per il partito (e non più per la coalizione) in grado di raccogliere la semplice maggioranza relativa dei voti, i partiti minori si sono dichiarati contrari, dando indicazione di non recarsi alle urne o di non ritirare le schede, per evitare che, grazie all'astensionismo, la consultazione raggiungesse il quorum. Secondo Sandro Brusco, la forte opposizione soprattutto della Lega Nord e dell'Italia dei Valori si spiega con il timore di una perdita di riconoscibilità, nel caso in cui i partiti minori vengano costretti a formare un listone unico con il partito maggiore del proprio campo.
Il Partito Democratico e il Popolo della Libertà invece hanno assunto una posizione favorevole. Il Pdl, tuttavia, ha deciso di non far campagna elettorale per non alienarsi le simpatie della Lega Nord: il patto tra Berlusconi e Bossi ha fatto seguito alla "cena di Arcore" dell'8 giugno 2009. In cambio del silenzio del PDL sul referendum, la Lega ha accettato di votare i candidati comuni ai ballottaggi.

### Il problema del quorum e gli effetti sull'istituto del referendum
Come è già avvenuto in occasione delle più recenti consultazioni referendarie, anche in questa occasione ha tenuto banco, in particolare, il tema del quorum, cioè della necessità, perché il referendum abbia effetto, che si presenti alle urne almeno il 50% dei votanti sul totale degli aventi diritto al voto. Questa condizione non si è realizzata per lungo tempo in tutti i referendum tenuti in Italia fra il 1997e il 2011 il cui svolgimento è stato perciò vano.
L'arma dell'astensione è stata utilizzata ampiamente nella campagna anti-referendaria: contando su un astensionismo "fisiologico" di almeno il 20% del corpo elettorale, gli oppositori ai questiti referendari - in questa come in tutte le più recenti occasioni - hanno privilegiato in larga misura l'invito a disertare le urne piuttosto che all'espressione del NO sulle schede elettorali. E anche in questa occasione non sono mancate le polemiche a favore e contro questa "tecnica" peculiare.
C'è chi ha preso spunto da questo dibattito per avanzare la proposta di eliminare la necessità del quorum: Peppino Calderisi, capogruppo in Commissione Affari Costituzionali della Camera del PDL e componente del Comitato promotore del referendum elettorale, ha ad esempio sottolineato la necessità di rivedere l'istituto referendario, "magari aumentare il numero delle firme ma poi abolendo il quorum. È un problema politico: in nessuna democrazia politica -spiega Calderisi- chi non vota conta più di chi vota. Alla luce anche dell'esito di questo referendum dovremo fare un pensiero su questo problema".
Del resto, già dopo il referendum del 18 aprile 1999, Gianfranco Fini, Mario Segni e Marco Taradash avevano posto questo tema. «Con il referendum del 18 aprile – osservò Fini – 22 milioni di italiani sono andati a votare e di questi oltre il 90% ha votato sì, ma tutto ciò per colpa del quorum non ha contato». Il Movimento Democratici Diretti ha ripreso questo obiettivo, illustrando dieci ragioni che giustificherebbero l'abolizione del quorum referendario.
Secondo Sergio Romano, il mancato raggiungimento del quorum "sarà una campana a morte per l'istituto del referendum abrogativo e priverà l'Italia del suo principale strumento di democrazia diretta".
Secondo Michele Ainis, "se non si raggiunge il quorum, subentra sfiducia nello strumento referendario e sarà difficile riproporlo per temi etici e civili, ad esempio per il testamento biologico."
In effetti, la posizione delle forze politiche in questo referendum, divise tra sì e astensione, così come nel caso dei referendum abrogativi del 2005, sembra indicare un trend preciso. Tale evoluzione prefigura dei rischi anche nei riguardi di principi come la segretezza del voto.

## Il dibattito politico sul referendum
L'obiettivo del Comitato promotore è la riduzione della frammentazione del sistema partitico italiano.
Una maggior polarizzazione delle forze in campo si è parzialmente realizzata, nel frattempo, indipendentemente dalla consultazione referendaria, anche a seguito della nascita per fusione dei due partiti principali, il Partito Democratico e il Popolo della Libertà.
Tuttavia, di fatto, non è diminuito il numero delle liste che si presentano alle competizioni elettorali, e ciò proprio in virtù del "potere di coalizione" che ancora residua a favore delle forze politiche minori.
I partiti sono rimasti piuttosto freddi (quando non ostili) all'iniziativa. Inoltre i cambiamenti dello scenario politico hanno portato, in entrambi gli schieramenti, a qualche cambiamento di posizione.
Numerosi politologi si sono interessati al dibattito sul referendum, attraverso interventi sulla stampa. Tra questi, Giovanni Sartori, Stefano Passigli, Angelo Panebianco, Sergio Romano.

### La critica all'effetto distorsivo sulla rappresentanza
La critica che più comunemente viene portata, da destra e da sinistra, alla sostanza dei primi due quesiti referendari si concentra sull'effetto distorsivo che il loro accoglimento determinerebbe rispetto alla rappresentanza. Una vittoria del sì porterebbe a trasformare in maggioranza assoluta "la più grande minoranza", senza rispetto del principio di proporzionalità. In questo modo, il maggiore partito, quand'anche ottenesse solo il 25-30% dei voti, o anche meno, si garantirebbe il 55% dei seggi. In caso tale partito entrasse poi in coalizione con un secondo partito che si aggiudicasse attorno al 10% dei seggi, tale coalizione potrebbe agevolmente conseguire la maggioranza dei 2/3 dei parlamentari eletti (pur con un consenso elettorale non superiore al 35%) e il conseguente potere, ad esempio, di nominare il Presidente della repubblica e le maggiori magistrature di garanzia, oltre che di far passare i propri disegni di riforma costituzionale senza dover ricorrere al referendum confermativo.
La trasformazione di una minoranza in una maggioranza, attraverso un premio elettorale, porta Giovanni Sartori a considerare quest'ultimo "truffaldino e distorcente".
Sartori rileva come il premio di maggioranza faccia aumentare il costo in voti di un seggio:
"Se, per esempio, Berlusconi conquistasse il premio con il 35% dei voti a lui spetterebbe il 55% dei seggi, mentre il 65% dei non premiati si dovrebbe dividere il 45% dei seggi restanti".
D'altra parte, secondo Sandro Brusco, il risultato dei referendum sarà sostanzialmente "ininfluente". Brusco rimarca che anche con la legge Calderoli un partito minoritario può ottenere un premio di maggioranza: se il PdL fosse abbastanza forte da poter vincere senza la Lega Nord, anche con la legge Calderoli potrebbe presentarsi da soli e guadagnare il premio di maggioranza.
Per tali motivi sono state trovate delle analogie con la legge truffa del 1953 e con la Legge Acerbo del 1923.

### Forzatura al bipartitismo e rischio correnti: repliche
Una seconda critica alla legge elettorale come modificata dal referendum riguarda il premio di maggioranza alla lista come incentivo al bipartitismo. Esso infatti spingerebbe i partiti maggiori ad assorbire i partiti più piccoli per poter ottenere il premio di maggioranza. Tali piccoli partiti non verrebbero così eliminati, ma riapparirebbero come correnti. Si avrebbe così una "repubblica delle correnti" anziché un bipartitismo moderato.
Anche secondo Sandro Brusco, l'unico effetto del referendum sarà di avere "al tempo stesso, meno liste elettorali, e liste elettorali più omogenee. Ma, alla fine, i cambiamenti saranno minimi". Brusco prevede che la nuova normativa porterebbe i partiti ad accordarsi ex ante su una lista unica con un simbolo comune, magari affiancando i simboli attuali (cosiddetta lista bicicletta). Ciò poiché i partiti basano la propria strategia sulla legge elettorale in vigore, e poiché non esiste una distinzione netta tra "coalizione di liste elettorali" e "lista elettorale" singola.
Secondo Angelo Panebianco, l'effetto aggregativo visto alle elezioni 2008 è stato dovuto semplicemente alla scelta di Walter Veltroni di puntare sul "partito a vocazione maggioritaria", e alla mossa analoga del PDL. Tuttavia tale effetto può presto scomparire, con il ritorno alla disgregazione e alla politica delle alleanze.
Sartori fa invece affidamento sullo sbarramento del 4% come "anticorpo" della legge Calderoli contro il ritorno della frammentazione, e fa notare come il referendum non ponga ulteriori vincoli in questo senso.
I sostenitori del referendum obiettano che il sistema elettorale risultante dal referendum spingerà gli attuali soggetti politici a perseguire, "sin dalla fase preelettorale, la costruzione di un unico raggruppamento, rendendo impraticabili soluzioni equivoche e incentivando la riaggregazione nel sistema partitico", aprendo così "una prospettiva tendenzialmente bipartitica": "la frammentazione si ridurrà drasticamente" e, non essendoci più le coalizioni, "scomparirà l'attuale schizofrenia tra identità collettiva della coalizione e identità dei singoli partiti nella coalizione".
Tuttavia, i critici del referendum ribadiscono che il bipartitismo non è un approdo necessario: secondo Stefano Passigli "si può avere competizione bipolare ed alternanza di governo anche in situazioni di multipartitismo moderato, come in Germania e in molte altre democrazie europee. Altra cosa è invece la riduzione traumatica del pluralismo politico e la sua costrizione ad un formato bipartitico grazie al ricorso ad un abnorme premio di maggioranza".
Un'obiezione simile è portata da Sartori, quando scrive che il divieto di coalizione previsto dal referendum è "inutile", in quanto "quel divieto sarebbe stato aggirato dall'invenzione, per le elezioni, di due 'listoni' acchiappatutti al coperto dei quali restavano e sarebbero riemersi i partiti di prima".
Angelo Panebianco risponde a tale critica facendo notare come tali partitini aggregati perderebbero comunque libertà d'azione, simboli e finanziamenti pubblici.
Inoltre, Sartori attacca il possibile esito bipartitico del referendum: "Da entrambi i Porcelli non risulterà nessun sistema bipartitico, ma invece un sistema a partito predominante nel quale lo stesso partito governa da solo e senza alternanza per decenni (in altri casi anche dai trenta ai cinquant'anni)".

### Possibili future modifiche della legge Calderoli
Gli effetti che il referendum avrebbe potuto produrre sul piano politico furono alla base di un ampio dibattito. Secondo Sergio Romano, un esito negativo del referendum avrebbe avuto "l'effetto di rafforzare la legge Calderoli e di renderla di fatto per molto tempo immodificabile", mentre il sì avrebbe avuto il vantaggio di costringere il Parlamento ad approvare una nuova legge elettorale.. Dello stesso parere era Stefano Passigli, che considerava come il no potesse " apparire una conferma popolare del Porcellum e ritardare il varo di una nuova legge".
Secondo Giovanni Sartori, in caso di vittoria dei no, la legge Calderoli avrebbe ottenuto un rinforzo di legittimità ("Si potrà dire che il popolo italiano vuole il Porcellum così come è"), così come lo avrebbe ottenuto ugualmente in caso di vittoria dei sì ("Si dirà che la sovranità popolare vuole una maggioranza ope legis").

## Risultati
I referendum non hanno raggiunto il quorum dei votanti previsto dalla legge per la loro validità
.

### Primo quesito
Camera dei deputati - Abrogazione della possibilità di collegamento tra liste e di attribuzione del premio di maggioranza ad una coalizione di liste
Promosso da Mario Segni e Giovanni Guzzetta.
| Sì                          | 8 051 861  | 77,63 |  |  |  |  |  |  |
| No                          | 2 320 365  | 22,37 |  |  |  |  |  |  |
| Totale                      | 10 372 226 | 100   |  |  |  |  |  |  |
|                             |            |       |  |  |  |  |  |  |
| Schede bianche              | 964 064    | 8,20  |  |  |  |  |  |  |
| Schede nulle                | 418 163    | 3,56  |  |  |  |  |  |  |
| Votanti                     | 11 754 453 | 23,49 |  |  |  |  |  |  |
| Elettori                    | 50 040 016 |       |  |  |  |  |  |  |
|                             |            |       |  |  |  |  |  |  |
| Esito: Quorum non raggiunto |            |       |  |  |  |  |  |  |

### Secondo quesito
Senato della repubblica - Abrogazione della possibilità di collegamento tra liste e di attribuzione del premio di maggioranza ad una coalizione di liste
Promosso da Mario Segni e Giovanni Guzzetta
| Sì                          | 8 049 188  | 77,68 |  |  |  |  |  |  |
| No                          | 2 313 042  | 22,32 |  |  |  |  |  |  |
| Totale                      | 10 362 230 | 100   |  |  |  |  |  |  |
|                             |            |       |  |  |  |  |  |  |
| Schede bianche              | 968 321    | 8,23  |  |  |  |  |  |  |
| Schede nulle                | 440 771    | 3,74  |  |  |  |  |  |  |
| Votanti                     | 11 771 322 | 23,52 |  |  |  |  |  |  |
| Elettori                    | 50 040 016 |       |  |  |  |  |  |  |
|                             |            |       |  |  |  |  |  |  |
| Esito: Quorum non raggiunto |            |       |  |  |  |  |  |  |

### Terzo quesito
Camera dei deputati - Abrogazione della possibilità per uno stesso candidato di presentare la propria candidatura in più di una circoscrizione
Promosso da Mario Segni e Giovanni Guzzetta
| Sì                          | 9 490 486  | 87,00 |  |  |  |  |  |  |
| No                          | 1 417 843  | 13,00 |  |  |  |  |  |  |
| Totale                      | 10 908 329 | 100   |  |  |  |  |  |  |
|                             |            |       |  |  |  |  |  |  |
| Schede bianche              | 751 374    | 6,25  |  |  |  |  |  |  |
| Schede nulle                | 361 398    | 3,01  |  |  |  |  |  |  |
| Votanti                     | 12 021 101 | 24,02 |  |  |  |  |  |  |
| Elettori                    | 50 040 016 |       |  |  |  |  |  |  |
|                             |            |       |  |  |  |  |  |  |
| Esito: Quorum non raggiunto |            |       |  |  |  |  |  |  |

### Comitati elettorali
- Comitato per il SI, su referendumelettorale.org. URL consultato il 10 aprile 2009 (archiviato dall'url originale il 13 aprile 2009).
- Comitato per il NO, su comitatonoalreferendumelettorale.blogspot.com.
- Comitato "Batti il Referendum Elettorale" (NON VOTO), su battilo.it.

### Posizioni sul referendum
- Tito Boeri, Nessun compromesso sulle macerie, su Lavoce.info, 14 aprile 2009 (archiviato dall'url originale il 20 aprile 2009) sulla calendarizzazione del referendum
- Le posizioni sul referendum, su Radio Radicale. URL consultato il 20 giugno 2009 (archiviato dall'url originale il 24 giugno 2009).
- Giovanni Sartori, Gli esiti nocivi del referendum, in Corriere della Sera, 17 maggio 2009.
- Angelo Panebianco, Referendum, antidoto ai troppi partiti, in Il Corriere della Sera, 13 giugno 2009.
- Stefano Passigli, Astenersi per difendere la Costituzione [collegamento interrotto], in Il Corriere della Sera, 17 giugno 2009.
- Sergio Romano, Il referendum e il quorum, due tesi a confronto, in Il Corriere della Sera, 17 giugno 2009.
- Sandro Brusco, Quello che c'è da sapere sul referendum, su Lavoce.info, 17 giugno 2009. URL consultato il 21 giugno 2009 (archiviato dall'url originale il 19 settembre 2009).
- Giovanni Sartori, Resto contrario al referendum, in Il Corriere della Sera, 19 giugno 2009.
- Barbera: con il sì cancelliamo questa brutta legge elettorale, in Corriere della Sera, 21 giugno 2009.
- Ainis: bisogna impedire lo strapotere di un solo partito, in Corriere della Sera, 21 giugno 2009.